# Epione glabra
Epione glabra là một loài bướm đêm trong họ Geometridae.